# Eptatretinae
Eptatretinae – monotypowa podrodzina bezżuchwowców z rodziny śluzicowatych (Myxinidae).

## Systematyka

### Etymologia
- Eptatretus (Heptatrema, Heptatretus): gr. ἑπτα hepta „siedem”; τρητος trētos „z dziurami, przebity, perforowany”[13].
- Homea: Sir Everard Home (1756–1832), brytyjski chirurg[3]. Gatunek typowy: Fleming, 1822 (= Petromyzon cirrhatus Forster, 1801).
- Bdellostoma: gr. βδελλα bdella „pijawka”[14]; στομα stoma, στοματος stomatos „usta”[15]. Gatunek typowy: Bdellostoma hexatrema Müller, 1836.
- Hexabranchus: gr. ἑξ hex „sześć”[16]; βραγχια brankhia „skrzela”[17]. Gatunek typowy: Hexabranchus lichtensteinii Schultze, 1836; młodszy homonim Hexabranchus Ehrenberg, 1831 (Mollusca).
- Polistotrema: gr. πολιτυς politus „gładki, wypolerowany”[18]; τρημα trēma, τρηματος trēmatos „otwór”[19]. Gatunek typowy: Bdellostoma stoutii Lockington, 1878.
- Paramyxine: gr. παρα para „blisko, obok”[20]; rodzaj Myxine Linnaeus, 1758. Gatunek typowy: Paramyxine atami Dean, 1904.
- Dodecatrema: gr. δωδεκα dōdeka „dwanaście”; τρημα trēma, τρηματος trēmatos „otwór”[10]. Gatunek typowy: Bdellostoma polytrema Girard, 1855.
- Quadratus: łac. quadratus „kwadratowy”, od quadrare „zrobić kwadrat”, od quadrum „kwadrat”[11]. Gatunek typowy: Paramyxine taiwanae Shen & Tao, 1975.

### Podział systematyczny
Do podrodziny należy jeden rodzaj Eptatretus z następującymi gatunkami:

- Eptatretus aceroi Polanco Fernandez & Fernholm, 2014
- Eptatretus alastairi Mincarone & Fernholm, 2010
- Eptatretus albiderma Song & Kim, 2020
- Eptatretus ancon (Mok, Saavedra-Díaz & Acero P., 2001)
- Eptatretus astrolabium Fernholm & Mincarone, 2010
- Eptatretus atami (Dean, 1904)
- Eptatretus bischoffii (Schneider, 1880)
- Eptatretus bobwisneri Fernholm, Norén, Kullander, Quattrini, Zintzen, Roberts, Mok & Kuo, 2013
- Eptatretus burgeri (Girard, 1855)
- Eptatretus caribbeaus Fernholm, 1982
- Eptatretus carlhubbsi McMillan & Wisner, 1984
- Eptatretus cheni (Shen & Tao, 1975)
- Eptatretus chinensis Kuo & Mok, 1994
- Eptatretus cirrhatus (Forster, 1801)
- Eptatretus cryptus Roberts & Stewart, 2015
- Eptatretus deani (Evermann & Goldsborough, 1907)
- Eptatretus luzonicus Fernholm, Norén, Kullander, Quattrini, Zintzen, Roberts, Mok & Kuo, 2013
- Eptatretus fernholmi (Kuo, Huang & Mok, 1994)
- Eptatretus cirrhatus (Forster, 1801)
- Eptatretus fritzi Wisner & McMillan, 1990
- Eptatretus goliath Mincarone & Stewart, 2006
- Eptatretus gomoni Mincarone & Fernholm, 2010
- Eptatretus goslinei Mincarone, Plachetzki, McCord, Winegard, Fernholm, Gonzalez & Fudge, 2021
- Eptatretus grouseri McMillan, 1999
- Eptatretus hexatrema (Müller, 1836)
- Eptatretus indrambaryai Wongratana, 1984
- Eptatretus laurahubbsae McMillan & Wisner, 1984
- Eptatretus longipinnis Strahan, 1975
- Eptatretus luzonicus Fernholm, Norén, Kullander, Quattrini, Zintzen, Roberts, Mok & Kuo, 2013
- Eptatretus mcconnaugheyi Wisner & McMillan, 1990
- Eptatretus mccoskeri McMillan, 1999
- Eptatretus mendozai Hensley, 1985
- Eptatretus menezesi Mincarone, 2000
- Eptatretus minor Fernholm & Hubbs, 1981
- Eptatretus moki (McMillan & Wisner, 2004)
- Eptatretus multidens Fernholm & Hubbs, 1981
- Eptatretus nanii Wisner & McMillan, 1988
- Eptatretus nelsoni (Kuo, Huang & Mok, 1994)
- Eptatretus octatrema (Barnard, 1923)
- Eptatretus okinoseanus (Dean, 1904)
- Eptatretus poicilus Zintzen & Roberts, 2015
- Eptatretus polytrema (Girard, 1855)
- Eptatretus profundus (Barnard, 1923)
- Eptatretus sheni (Kuo, Huang & Mok, 1994)
- Eptatretus sinus Wisner & McMillan, 1990
- Eptatretus springeri (Bigelow & Schroeder, 1952)
- Eptatretus stoutii (Lockington, 1878) – śluzica brunatna[22]
- Eptatretus strahani McMillan & Wisner, 1984
- Eptatretus strickrotti Møller & Jones, 2007
- Eptatretus taiwanae (Shen & Tao, 1975)
- Eptatretus walkeri (McMillan & Wisner, 2004)
- Eptatretus wandoensis Song & Kim, 2020
- Eptatretus wayuu Mok, Saavedra-Díaz & Acero P., 2001
- Eptatretus wisneri (Kuo, Huang & Mok, 1994)
- Eptatretus yangi (Teng 1958)